# Митохондрија
Митохондрије су ћелијске органеле присутне у ћелијама скоро свих еукариотских организама. Сматрају се централним местом метаболизма ћелије. Митохондрије су место активности циклуса трикарбоксилне киселине као и место синтезе АТП-а оксидативном фосфорилацијом. Митохондрије су цилиндричне структуре димензија 0,3-1 микрометара са 5-10 микрометара. Митохондрије су органеле са највећом количином мембрана. Њихов садржај је обавијен двема мембранама – спољашњом и унутрашњом, између којих се налази међумембрански простор. Спољашња мембрана је глатка и у контакту је са цитоплазмом. Унутрашња мембрана гради многе уврате означене као кристе или тубуле, услед чега је њена површина око пет пута већа од површине спољашње мембране. На њој се налазе ензими транспортног ланца електрона који омогућују стварање АТП у процесу ћелијског дисања. Због продукције овог високоенергетског једињења митохондрије се популарно називају и 'електричне централе' ћелије. Унутрашњи садржај митохондрија назива се матрикс. У њему се налазе: рибозоми, који су ситнији од оних у цитоплазми – обележени су као 70S;  митохондријална ДНК (м-ДНК) која је прстенаста (слична прокариотској) и има способност да се репликује независно од репликације ДНК у једру; тиме и митохондрије могу да се удвајају (самодупликација) независно од деобе саме ћелије; и ензими Кребсовог циклуса.
Митохондрије имају двоструку мембранску структуру и користе аеробно дисање за стварање аденозин трифосфата (АТП), који се користи у целој ћелији као извор хемијске енергије. Открио их је Алберт фон Коликер 1857. године у вољним мишићима инсеката. Термин митохондрија је сковао Карл Бенда 1898. Митохондрион је популарно назван „електрана ћелије“, фраза коју је сковао Филип Сикевиц у истоименом чланку из 1957.
Неким ћелијама неких вишећелијских организама недостају митохондрије (на пример, зрела црвена крвна зрнца сисара). Велики број једноћелијских организама, попут микроспоридија, парабазалида и дипломонада, смањио је или трансформисао своје митохондрије у друге структуре. Познато је да је један еукариот, Monocercomonoides, потпуно изгубио своје митохондрије, а за један вишећелијски организам, Henneguya salminicola, познато је да је задржао органеле повезане са митохондријама у вези уз потпуни губитак њиховог митохондријалног генома.
Митохондрије су обично између 0,75 и 3 μm2 у попречном пресеку, али се значајно разликују по величини и структури. Осим ако нису посебно обојене, нису видљиве. Поред снабдевања ћелијске енергије, митохондрије су укључене у друге задатке, као што су сигнализација, ћелијска диференцијација и ћелијска смрт, као и одржавање контроле ћелијског циклуса и раста ћелије. Митохондријска биогенеза је заузврат временски усклађена са овим ћелијским процесима. Митохондрије су умешане у неколико људских поремећаја и стања, као што су митохондријалне болести, срчана дисфункција, срчана инсуфицијенција и аутизам.
Број митохондрија у ћелији може значајно да варира у зависности од организма, ткива и типа ћелије. Зрела црвена крвна зрнца немају митохондрије, док ћелије јетре могу имати више од 2000. Митохондрија се састоји од одељака који обављају специјализоване функције. Ови одељци или региони укључују спољашњу мембрану, интермембрански простор, унутрашњу мембрану, кристе и матрикс.
Иако је већина ДНК еукариотске ћелије садржана у ћелијском језгру, митохондрија има сопствени геном („митогеном“) који је у суштини сличан геномима бактерија. Овај налаз је довео до општег прихватања ендосимбиотске хипотезе - да су се слободни прокариотски преци модерних митохондрија трајно спојили са еукариотским ћелијама у далекој прошлости, еволуирајући тако да модерне животиње, биљке, гљиве и друге еукариоте могу да дишу и стварају ћелијска енергија.

## Организација митохондрија
Митохондрије су први пут описане 1893. године од стране Алтмана. Посматрајући их под светлосним микроскопом он је уочио неке специфичне особине као што су способност деобе и дупле мембране, које назива две различите ивице. Због тога им даје назив биобласти и сматра их ћелијским паразитима што се поклапа са данашњом ендосимбиотском теоријом о настанку митохондрија са којом је сагласна већина научника.
Само пет година касније, односно, 1898. године, Бенда уочава да се ове органеле могу у ћелији видети у два структурна облика:
1. као конци, фибриле - митос;
2. као лоптице, грануле - кондриоме.

Спајањем ова два назива уводи се појам митохондрија који се задржао до данас. 
Проналаском електронског микроскопа установљена је права структура митохондрија по којој су оне изграђене од:
1. спољашње мембране која је глатка, равна;
2. унутрашње мембране која гради наборе (евагинације) чиме се њена површина увећа око пет пута у односу на спољашњу мембрану:;
3. међумембрански простор чија се запремина може да мења зависно од саме функције митохондрије;
4. матрикса који представља унутрашњи садржај;

Електронски микроскоп је омогућио фино посматрање структуре митохондрија у различитим типовима ћелија на основу којих су разграничена два основна структурна типа:
1. тип митохондрија у животињским ћелијама, назван и криста тип код кога унутрашња мембрана гради наборе у виду преграда, гребена, тзв. кристе (cristae mitochondriales);
2. биљни тип са тубуларно-везикуларним наборима унутрашње мембране, зв. тубуларни тип.

Ово мишљење о два структурна типа митохондрија је важило 20-так година да би методом електрон - томографије тај модел дефинитивно био одбачен. Овом методом посматрани су тродимензионални исечци различитих типова ћелија који су, после компјутерске обраде, дали јасну слику митохондрија. Дошло се до закључка да различити типови ћелија, као што су мишићне ћелије, нервне ћелије, сперматозоиди, ћелије јетре и др., у неком свом исходном облику (прекурсорске ћелије) имају само један структурни тип митохондрије. 
Касније током процеса диференцијације током кога се од прекурсорских развијају различити типови ћелија у њима се јављају и различити функционални типови митохондрија. Ова метода је, дакле, оповргла постојање различитих структурних типова митохондрија већ се оне разликују према функцији коју у одређеном типу ћелија обављају.
Неки од најуочљивијих функционалних типова митохондрија су:
1. ортодоксни тип, који је раније био означаван као криста тип (тип у животињским ћелијама) и који када му је увећана функција постаје кондензовани тип; овај тип је карактеристичан за хепатоците у којима при појачаној функцији митохондрија продукти не могу да прођу кроз спољашњу мембрану већ се задржавају у међумембранском простору; то нагомилавање потискује матрикс који услед тога постаје кондензован и таман;
2. набубреле митохондрије су супротне од претходног кондензованог типа; због уласка воде оне увећавају запремину и њихов матрикс постаје светлији, а унутрашње мембране се смањују и дезорганизују; налазе се у ћелијама које умиру;
3. тип митохондријама у мрким адипоцитима који има дугачке наборе унутрашње мембране који се пружају од једног до другог пола митохондрије;
4. тубуло-везикуларни тип за кога се раније сматрало да постоји само у биљним ћелијама, откривен је и у животињским и то само у једном типу ћелија, тзв. стероидогеним ћелијама; најбоље су проучене међу хуманим ћелије надбубрежне жлезде

## Историја
Прва запажања интрацелуларних структура које су вероватно представљале митохондрије објавио је 1857. године физиолог Алберт фон Коликер. Ричард Олтман их је 1890. установио као ћелијске органеле и назвао их „биобластима“. Године 1898, Карл Бенда је сковао термин „митохондрије“ од грчког μίτος, mitos, „нит“ и χονδρίον, chondrion, „гранула”. Леонор Мајкелис је открио да јанус зелено може да се користи као суправитална боја за митохондрије 1900. године. Фридрих Мевес је 1904. године први пут забележио посматрање митохондрија у биљкама у ћелијама белог локвања, Nymphaea alba, а 1908. је заједно са Клoаудијем Регом сугерисао да оне садрже протеине и липиде. Беnxамин Ф. Кингсбeри, 1912. године, први их је повезао са ћелијским дисањем, али скоро искључиво на основу морфолошких опсервација. Ото Хајнрих Варбeрг је 1913. године повезао дисање са честицама које је добио из екстраката јетре заморца и које је назвао „грана“. Варбeрг и Хајнрих Ото Виланд, који су такође постулирали сличан механизам честица, нису се сложили око хемијске природе дисања. Тек 1925. године, када је Дејвид Килин открио цитохроме, описан је респираторни ланац.
Године 1939, експерименти са млевеним мишићним ћелијама показали су да ћелијско дисање помоћу једног молекула кисеоника може формирати четири молекула аденозин трифосфата (ATP), а 1941. Фриц Алберт Липман је развио концепт фосфатних веза ATP-а као облика енергије у ћелијском метаболизму. У наредним годинама, механизам иза ћелијског дисања је додатно разрађен, иако његова веза са митохондријама није била позната. Увођење фракционисања ткива од стране Алберта Клода омогућило је да се митохондрије изолују из других ћелијских фракција и да се биохемијска анализа спроведе само на њима. Године 1946, он је закључио да су цитокром оксидаза и други ензими изоловани у митохондрије одговорни за респираторни ланац. Јуџин Кенеди и Алберт Ленингер су 1948. открили да су митохондрије место оксидативне фосфорилације код еукариота. Временом је метода фракционисања даље развијена, побољшавајући квалитет изолованих митохондрија, и утврђено је да се други елементи ћелијског дисања јављају у митохондријама.
Прве електронске микрофотографије високе резолуције појавиле су се 1952. године, замењујући бојење јанус грином као преферирани начин за визуелизацију митохондрија. Ово је довело до детаљније анализе структуре митохондрија, укључујући потврду да су окружене мембраном. Такође је показана друга мембрана унутар митохондрија која је наборана у гребене који деле унутрашњу комору, и да су величина и облик митохондрија варирали од ћелије до ћелије.
Популарни термин „електрана ћелије” сковао је Филип Сикевиц 1957. године. Године 1967, откривено је да митохондрије садрже рибозоме. Године 1968, развијене су методе за мапирање митохондријских гена, а генетичка и физичка мапа митохондријске ДНК квасца је завршена 1976. године.